# Alberto Cobrea
Alberto Cobrea (sinh ngày 1 tháng 11 năm 1990, Meppen) là một cầu thủ bóng đá người România thi đấu cho câu lạc bộ Liga I Botoșani ở vị trí thủ môn.